# Рожки (Малмыжский район)
Рожки — село в Малмыжском районе Кировской области. Административный центр Рожкинского сельского поселения. 

## География
Находится на правобережной части района на расстоянии примерно 18 километров по прямой на север-северо-запад от районного центра города Малмыж.

## История
Известна с 1873 года, когда в нем было учтено дворов 41 и жителей 345, в 1905 89 дворов и 551 житель, в 1926 219 и 874, в 1950 172 и 700 соответственно. В 1989 году учтено 1336 жителей.

## Население
Постоянное население  составляло 1428 человек (русские 39%) в 2002 году, 1189 в 2010.